# Kurt Schnauffer
Kurt Schnauffer (1899 - 1981) fue un ingeniero.
Trabajó en el centro de investigación para la Aviación de Alemania en Berlín-Adlershof.
Realizó ensayos con de inyección de combustible a través de una bomba Bosch diesel. Registro un aumentó el rendimiento respecto a los motores de carburador de entre el 12 y el 17 %, y reducción el consumo de combustible de entre 10 y 18 %.

## Publicaciones
- Verbrennungsgschwindigkeiten von Benzin-Benzol-Luftgemischen in raschlaufenden Zündermotoren; VDI-Verlag, 1931
- Engine-Cylinder Flame Propagation Studied by New Methods

## Documentos
1. ↑  , P. 526
2. ↑  Hans Christoph Graf de Seherr De Thoß: Riehm, Wilhelm.

- Datos: Q1794066